# Yúliya Gúshchina

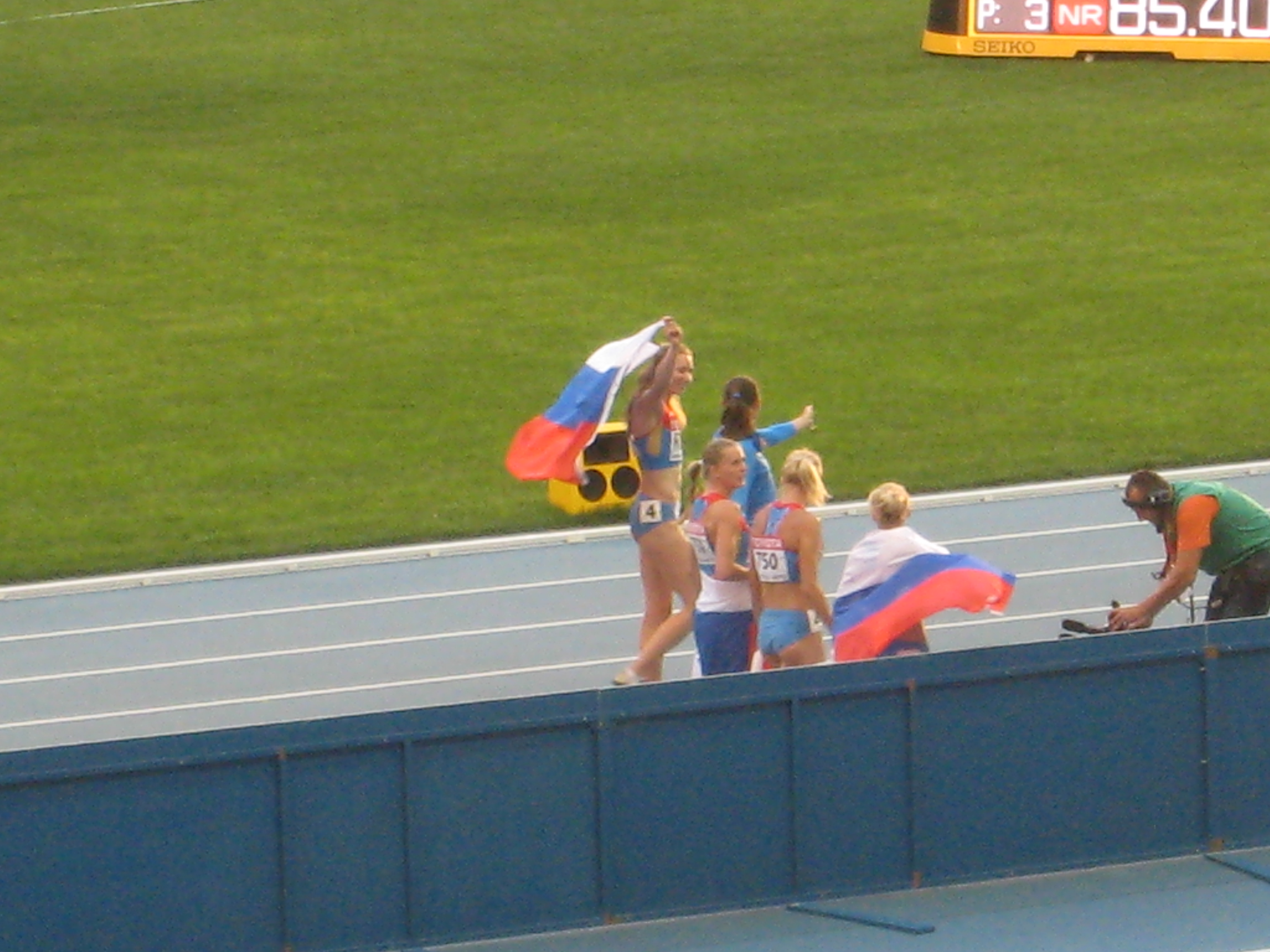
Imagen del equipo ruso de relevos de 4 x 400 metros.

Yúliya Aleksándrovna Gúshchina (en ruso: Ю́лия Александровна Гу́щина) (4 de marzo de 1983 en Novocherkassk, Rostov) es una atleta rusa especializada en la categoría de 200 metros.
Su primera participación en las olimpiadas fueron en Pekín 2008 en la competición de relevos junto a Aleksandra Fédoriva, Yulia Chermoshanskaya y Yevguenia Poliakova. En la primera carrera por equipos terminó segunda por detrás de Jamaica y por delante de Alemania y China tras completar la carrera en 42,87 segundos. La marca les permitió acceder a la final en la que quedaron campeonas por delante de Bélgica y Nigeria con un tiempo de 42,31. Jamaica, a pesar de quedar primera en la semifinal, no se clasificó tras un error con el cambio de testigo.
En 2009 participó en el Campeonato Mundial de Atletismo de 2009 celebrado en Berlín, Alemania, aunque en esta ocasión compitió en la categoría de 200 metros en lugar de la de 400 metros, sin embargo el equipo ruso no se clasificó para las finales tras quedar en cuarta posición.
En Moscú 2013 regresó a la modalidad de 400 metros y ganó la medalla de oro en relevos.